# Devarodes bicolorata
Devarodes bicolorata là một loài bướm đêm trong họ Geometridae.